# Alphonsus D’Souza

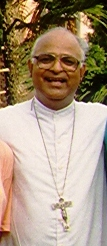
Bp Alphonsus D’Souza S.J.

Alphonsus Flavian D’Souza SJ (* 4. Juli 1939 in Mangalore, Indien; † 30. April 2016) war ein indischer Ordensgeistlicher und römisch-katholischer Bischof von Raiganj.

## Leben
Alphonsus D’Souza trat in die Ordensgemeinschaft der Jesuiten ein und empfing am 13. Juli 1971 das Sakrament der Priesterweihe.
Am 26. Januar 1987 ernannte ihn Papst Johannes Paul II. zum Bischof von Raiganj. Der Bischof von Baruipur, Linus Nirmal Gomes SJ, spendete ihm am 17. Mai desselben Jahres die Bischofsweihe; Mitkonsekratoren waren der Bischof von Darjeeling, Eric Benjamin, und der Bischof von Lucknow, Alan Basil de Lastic.